# 巴巴基
50°14′39″N 35°22′7″E / 50.24417°N 35.36861°E
巴巴基（烏克蘭語：Бабаки）是位於烏克蘭東部的村莊，由哈爾科夫州博霍杜希夫區的博霍杜希夫市鎮負責管轄。該村始建於1964年，面積0.55平方公里，海拔高度149米，2001年人口30，人口密度每平方公里55人。